# 周禧
周禧（1533年—1572年），字以吉，號乾明，湖廣黃州府蘄州人，民籍，明朝政治人物。

## 生平
嘉靖三十一年（1552年）壬子科湖廣鄉試第五十五名舉人。嘉靖四十一年（1562年）中式壬戌科會試第四十三名，二甲第六十三名進士。初授刑部主事，改官廣東道监察御史，隆庆初巡按北直隶，巡视太仓银库，申议佥漕四事。四年（1570年）巡按浙江，十一月提督南直隶学政。著有《临清州志》十八卷。

## 家族
曾祖周鑑；祖父周濂；父周大霖，恩例冠帶。母袁氏；繼母梁氏。严侍下。兄周祜、周禋、周祈（知县、平樂知府）、周祉、周祚（贡士、官郎中）。县有“三桂坊”，为知府周祈、郎中周祚、御史周禧所立。